# Book of Dimma

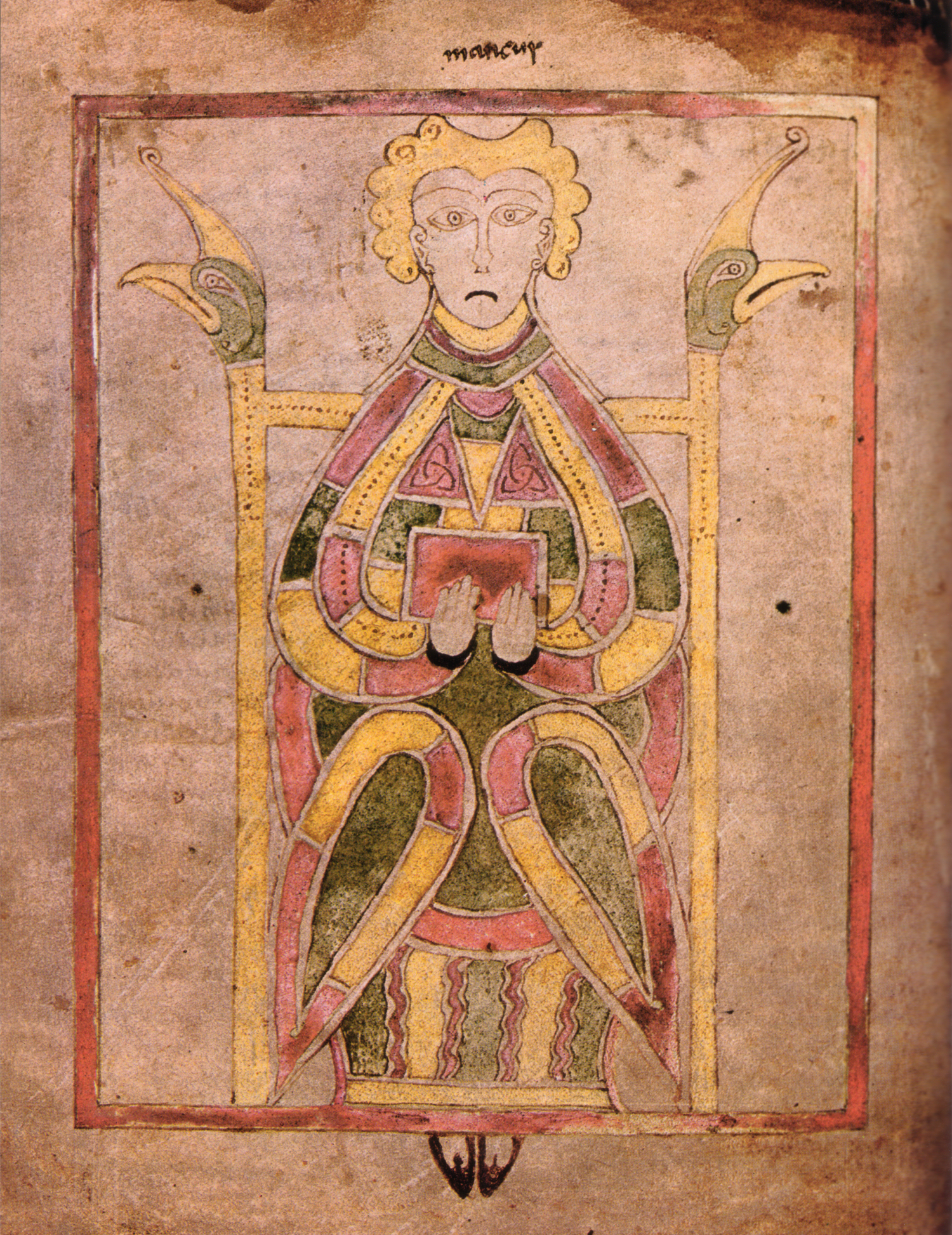
Book of Dimma: Markus

Das Book of Dimma (MS.A.IV.23) ist eine irische Bilderhandschrift vom Ende des 8. Jahrhunderts, das ein in Minuskeln geschriebenes Evangeliar sowie eine Sammlung von Gebeten beinhaltet. Es befindet sich in der Bibliothek des Trinity College in Dublin.

## Inhalt
Die im Book of Dimma enthaltenen vier Evangelien basieren auf der Übersetzung einer Vetus Latina und nicht auf der kurze Zeit später kanonisierten Vulgata-Übersetzung. Die darin enthaltenen Gebete sind Fürbitten für Kranke und stammen von einem Schreiber aus dem 10. oder frühen 11. Jahrhundert, der auch Änderungen am Haupttext vornahm, vermutlich um die Handschrift dem Schreiber Dimma zuzuweisen.
Den ersten drei Evangelien sind Bilder der Evangelisten vorangestellt, die stilistisch an das Evangeliar des heiligen Willibrord angelehnt sind. Das Eingangsbild des Johannesevangeliums ist das Evangelistensymbol des Johannes, der Adler, und wurde von einem anderen Künstler gestaltet. Es ähnelt stilistisch dem Stowe Missal und dem Book of Mulling.
Das Book of Dimma umfasst 74 Pergamentblätter, es ist 175 mm hoch und 142 mm breit. Aufgrund des kleinen Formats des Buches wird angenommen, dass es entweder zum liturgischen Gebrauch oder für private Studien geschaffen wurde.

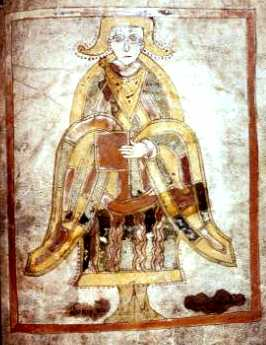
Matthäus
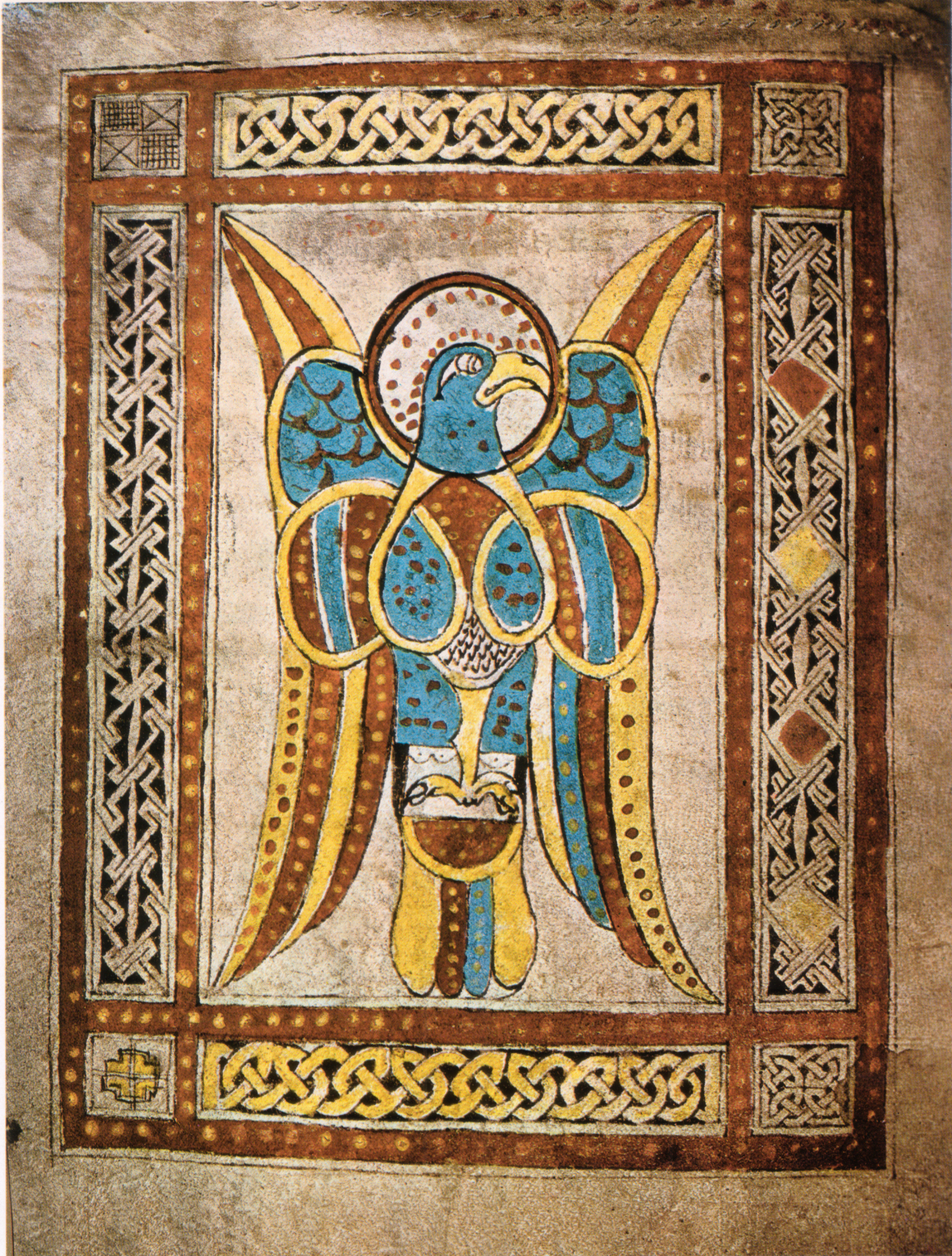
Johannes
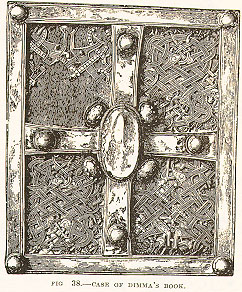
Cumdach des Book of Dimma

## Überlieferung
Die Handschrift befand sich anfangs im Kloster Roscrea, wurde aber ausweislich eines Kolophons für eine Person namens Dianchride geschrieben. Der Name Dianchride kommt im Geschlecht der Uí Chorcrain vor, die im 11. Jahrhundert mehrere Äbte an bedeutenden Klöstern stellten. Nach der Vita St. Cronan, die wahrscheinlich aus dem 12. Jahrhundert stammt, gab Cronan die Handschrift bei Dimma in Auftrag, der sie dann unter wundersamen Umständen fertigstellte.
Der Entstehungsort der Handschrift ist ebenso wie ihr Verbleib bis zum 19. Jahrhundert unbekannt. Vor 1836 befand sie sich in Nenagh, von wo sie vom damaligen Norroy and Ulster King of Arms William Betham an das Trinity College verkauft wurde.